# Familia japonesa

Una familia japonesa contemporánea

La familia japonesa (家族 kazoku?) desempeña un papel fundamental para la perfecta integración en la sociedad japonesa. Está rígidamente basada en la línea de sucesión, según la cual los descendientes se vinculan entre sí a través de una idea de genealogía familiar (系図 keizu?), cuyas relaciones no se basan en la mera sucesión sanguínea, sino que más bien tienen como finalidad el mantenimiento y la perpetuación de la propia familia como institución.
Desde el final del período Tokugawa, cuando la unidad familiar básica era el ie (家?  "grupo familiar"), hasta la Segunda Guerra Mundial, cuando este sistema fue abolido por las potencias aliadas, la estructura de la familia japonesa ha experimentado importantes cambios para llegar a un concepto de familia basado en la igualdad de derechos para las mujeres, la herencia compartida entre todos los hijos y la libre elección de profesión y matrimonio.
Sin embargo, el rápido crecimiento económico que se dio en la posguerra trajo consigo una serie de problemas sociales de diversa índole, especialmente en el ámbito familiar, como la ausencia de una figura paterna para los hijos (motivada por los rígidos horarios de las empresas japonesas en las que trabajan los maridos y padres de familia) y la presión por la autorrealización y el éxito personal de los jóvenes, que han provocado la aparición de diversos trastornos sociales que hacen que los jóvenes japoneses no salgan de casa, recurran a los antidepresivos o se suiciden.

## Historia

### Familia tradicional

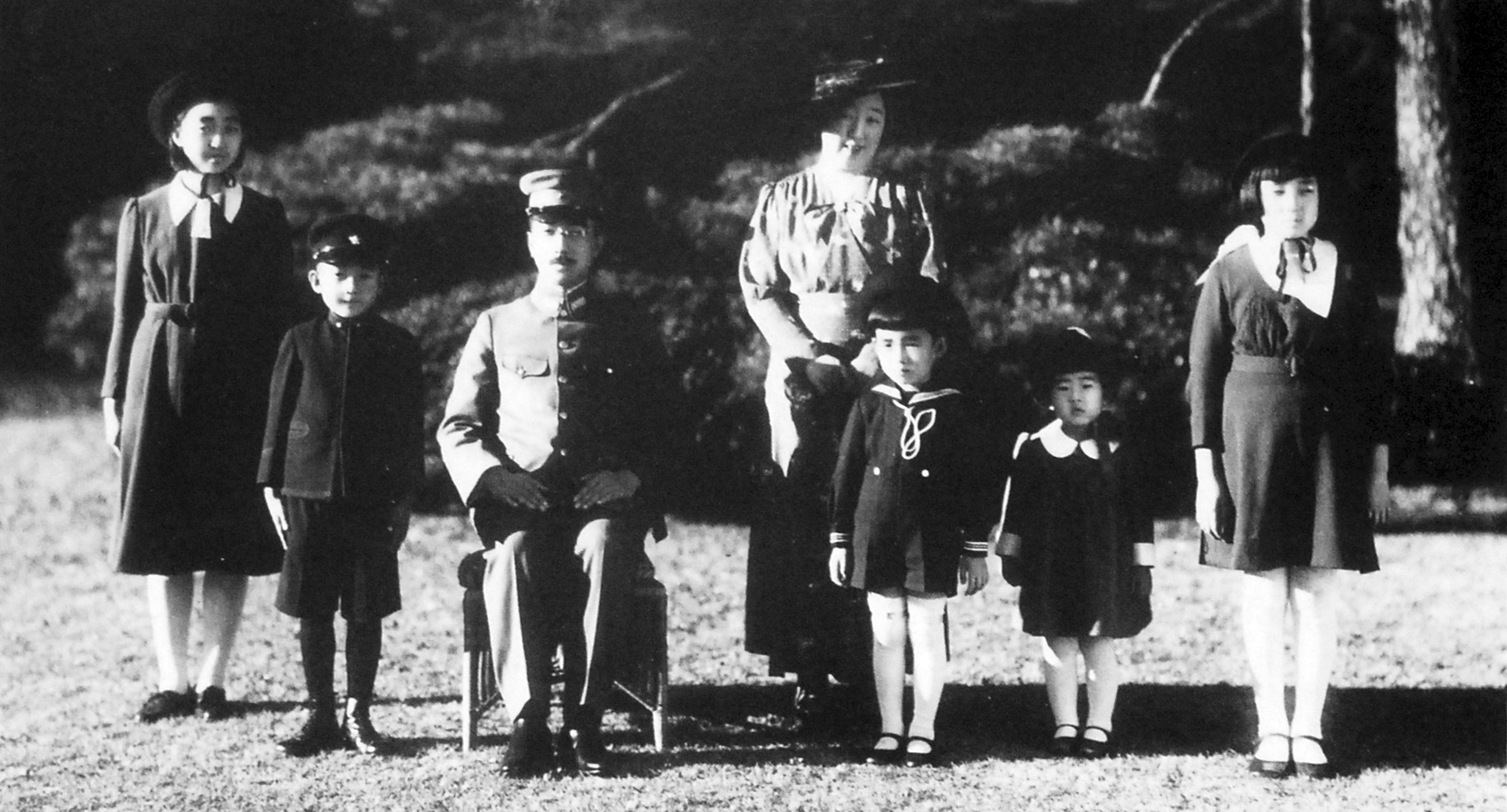
El emperador Hirohito con su esposa Kōjun y sus hijos en 1941

Durante gran parte del siglo XX, el modelo de familia ideal vigente en Japón era el del ie, que se caracterizaba por un sistema patrilineal y una estricta jerarquía que se articulaba en función de la edad de sus miembros. Las responsabilidades familiares priman sobre los deseos individuales, ya que se considera que es la familia, y no el individuo, el pegamento que garantiza la supervivencia dentro del sistema social.
La peculiaridad de este sistema consiste en la característica esencial, para ser considerados miembros de una misma familia, de vivir todos en la misma casa y, en caso de ausencia de herederos varones, de que el yerno o cualquier foráneo con un mínimo grado de parentesco pase también a formar parte de la unidad familiar, y al que se le otorga el apellido familiar. Esto también puede ocurrir en el caso de que se considere que los hijos varones no son dignos de perpetuar el apellido. De hecho, el ideal tradicional del sistema ie designa al hijo mayor varón como heredero de la familia, quien se hace responsable del cuidado y la manutención de los padres ancianos, mientras que los hijos menores pasan a formar familias autónomas, pero que siguen estando vinculadas y subordinadas (según el grado de interdependencia económica) a la principal. En cambio, la principal tarea de las hijas es encontrar maridos en otras familias, con el fin de dar herederos a su linaje.
En la familia tradicional, el matrimonio es visto como un importante vínculo entre las familias y es una fuente de grandes preocupaciones, ya que la preservación de la identidad del ie goza de prioridad absoluta. Por ello, en el Japón de preguerra estaban muy extendidos los matrimonios concertados (見合い miai?) en los que la joven pareja tenía poca o ninguna participación en el acuerdo. Estos matrimonios los gestiona un mediador especializado que asume la labor y la responsabilidad de comunicar a los padres un eventual rechazo o una conclusión satisfactoria del acuerdo. Además, los padres también tienen la facultad de hacer volver a los hijos a su casa si no están satisfechos con el resultado del matrimonio. El papel de la mujer, una vez que entra en la nueva familia, es el de honrar, por encima de sus padres, a sus suegros, obedecer y servir a su marido, y mostrarse complaciente y atenta. Esta sumisión total es la piedra angular que sostiene todo el sistema gubernamental de Japón y se considera la única forma de dar paz y estabilidad al país, si bien es conocido el total sacrificio de las mujeres bajo este tipo de jerarquía.

### Posguerra

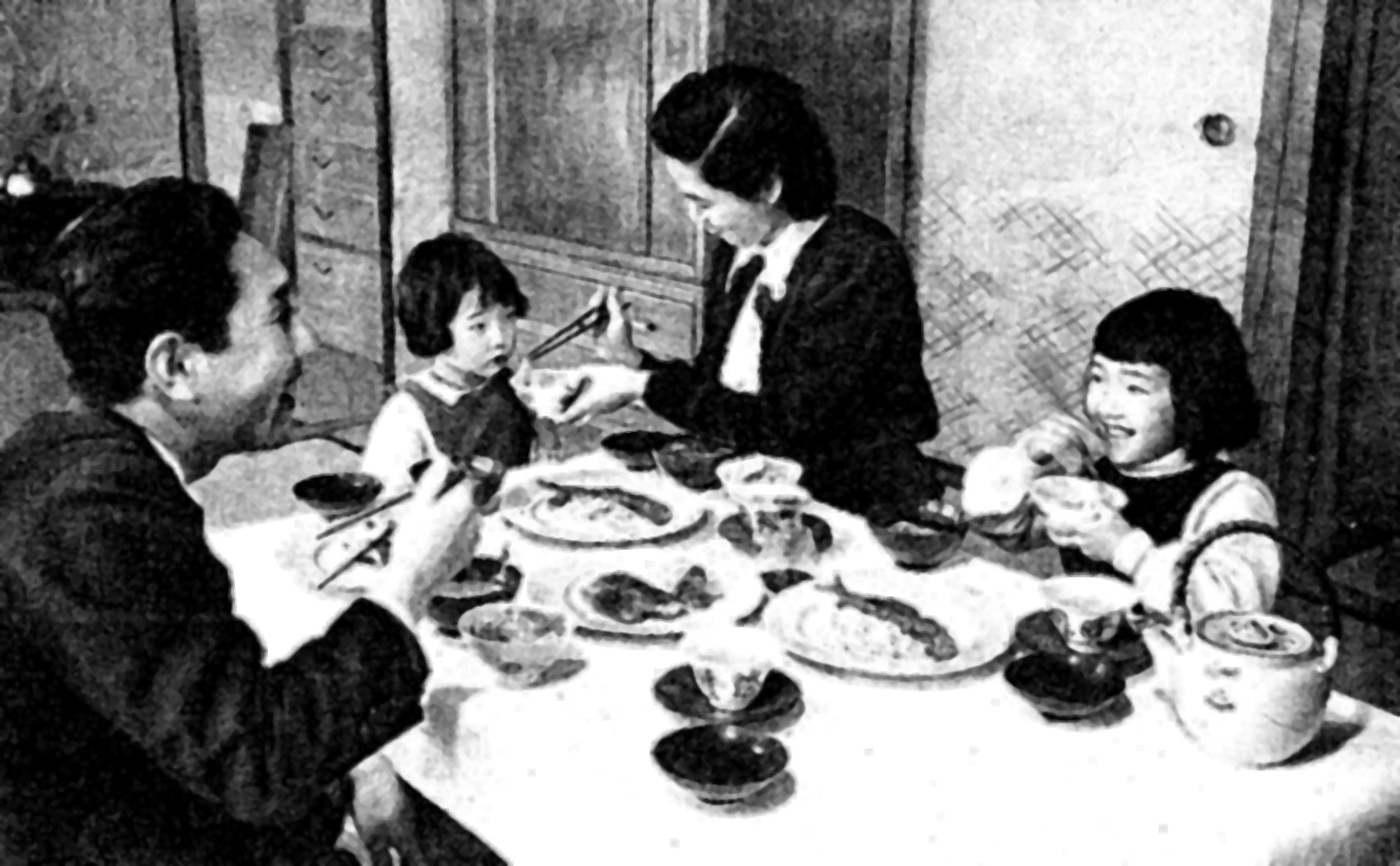
Almuerzo en una familia japonesa de los años 50

La estructura de la familia japonesa sufrió importantes cambios ya en la Restauración Meiji de 1866, cuando el desarrollo económico y el capitalismo contribuyeron a la caída paulatina del sistema ie, lo que provocó el abandono de la tradición familiar patriarcal. La política de democratización llevada a cabo por los Aliados durante el periodo de ocupación contribuye a afianzar este proceso: en primer lugar, se despoja al antiguo sistema familiar de su poder legal, mediante la abolición de la herencia a disposición únicamente del hijo mayor varón para pasar a una herencia compartida entre todos los miembros del núcleo familiar. Además, la responsabilidad de la manutención de los padres deja de ser responsabilidad exclusiva del hijo mayor varón para pasar a ser una obligación de todos los hijos. También se suprime el matrimonio concertado, con lo que se devuelve al matrimonio su verdadero significado de acuerdo mutuo entre las dos personas involucradas. En segundo lugar, las familias son más reducidas, las tasas de fecundidad disminuyen y la población abandona las zonas rurales para concentrarse en las zonas industrializadas de las grandes ciudades, un fenómeno que hace que el centro de gravedad de la mano de obra se desplace del sector agrícola y manufacturero al sector servicios. Al igual que ocurre en otros países industrializados, cada vez más jóvenes tienen la oportunidad de acceder a la educación superior y cada vez más mujeres acceden al mercado laboral; por otro lado, la seguridad de encontrar un empleo disminuye, y los jóvenes empiezan a retrasar el matrimonio lo máximo posible o directamente no se casan.
También se producen grandes cambios en el estilo de las viviendas, que pasan de estar diseñadas para una familia de tres generaciones a estarlo para familias de no más de cuatro miembros, en las que cada uno tiene su propia habitación, divididas entre sí ya no por los típicos tabiques correderos (fusuma y shōji), sino por gruesos muros de piedra. Sin embargo, esta revolución se vio frenada por el elevado coste de dichas viviendas, que en algunos casos equivalía a siete veces los ingresos medios de una familia japonesa de la época.

### Años 50 y 60

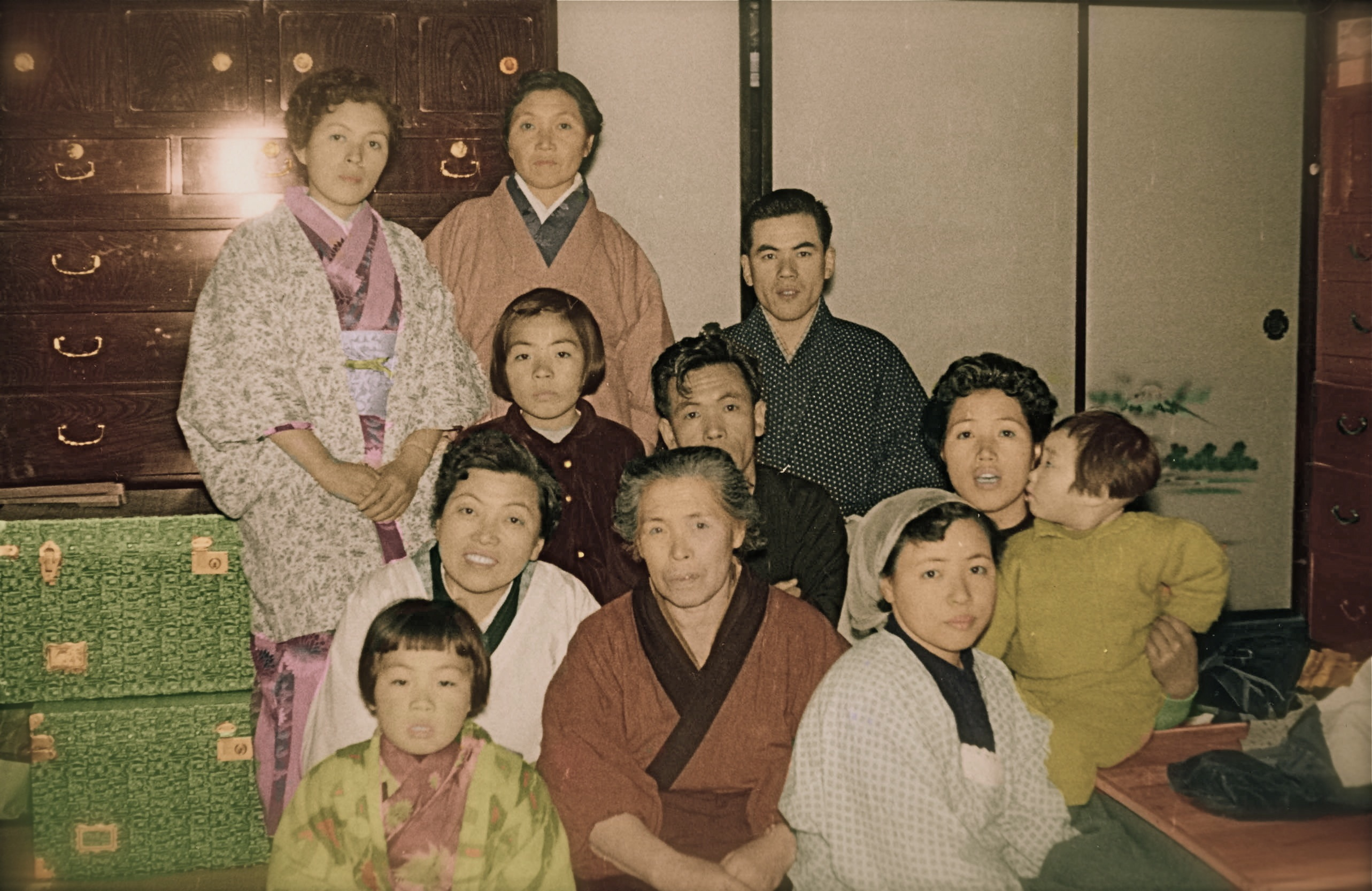
Una familia japonesa en 1957

Hacia finales de los años cincuenta y principios de los sesenta, comenzó a extenderse en Japón un tipo particular de familia, formada por un marido asalariado que trabaja en el sector servicios, normalmente en empresas situadas fuera de la localidad de residencia, con unos ingresos fijos y dedicado por completo al trabajo (el llamado salaryman (サラリーマン sararīman?)), su mujer, normalmente ama de casa (主婦 shufu?), y sus hijos.
El marido desempeña el papel de sostén de la familia, a pesar de estar fuera de casa la mayor parte del día durante seis días a la semana, y deja la gestión del hogar en manos de su mujer. Como está ausente del hogar durante largos periodos de tiempo, pasa a ser casi una figura extraña para los niños, que no tienen oportunidad de verle durante la mayor parte de la semana, y mucho menos de pasar tiempo con él cuando está descansando del trabajo. De este modo, los niños quedan en gran medida privados de un modelo masculino, y la presencia del padre en el hogar acaba creando confusión en la vida familiar, en lugar de suponer una situación natural.
Mientras el marido provee el sustento de la familia, trabajando hasta tarde y manteniendo sus amistades dentro del ámbito laboral, la mujer se ocupa de la crianza y educación de los hijos. Gracias al crecimiento de la economía japonesa, los niños que obtienen buenos resultados académicos tienen el futuro asegurado y cuentan con grandes oportunidades en el mundo laboral. Por ello, el objetivo primordial de la madre japonesa es el éxito y la realización de sus hijos: se extiende así el fenómeno de la kyōiku mama (教育ママ?), un término despectivo para referirse a las madres obsesionadas con el éxito académico y laboral de sus hijos, aun a costa de hacerlos infelices. Esta atención particular está dirigida básicamente a los hijos varones, cuyo futuro depende únicamente de entrar en la universidad adecuada, mientras que a las hijas se les anima a estudiar más bien para que encuentren más fácilmente marido o un trabajo a tiempo parcial, el cual se ha extendido por todo Japón desde los años sesenta.
Aunque la denominada salaryman family no era la más común en Japón a principios de la década de los 60, los empleados en empresas eran la categoría de hombres que más buscaban las mujeres japonesas, ya que podían asegurar un futuro desahogado a toda la familia. El escaso tiempo de que dispone la pareja para estar juntos aún no se aborda como un verdadero problema. Por último, los cambios mencionados en la estructura familiar hacen que la mujer japonesa tenga cada vez más estudios, lo que anima a los propios hombres a elegir como esposa a este tipo de mujer. Hacia el final de la década, también se registra un aumento del número de divorcios.

### Años 70

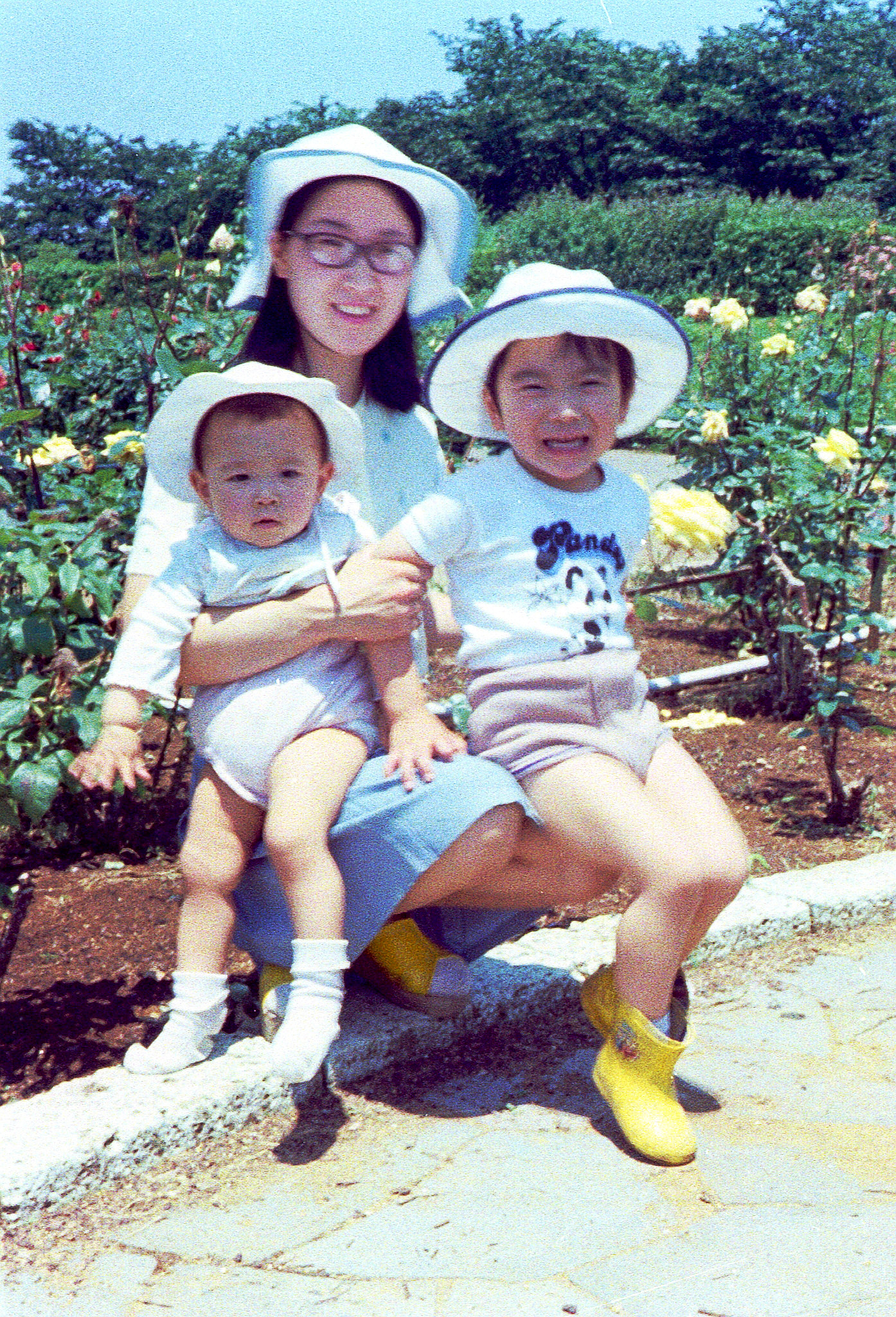
En la década de los 70 se produjo un cambio radical en la estructura familiar japonesa, ya que las mujeres japonesas eran cada vez más independientes y tenían más estudios.

Durante la década de los 70, la generación hija de la salaryman family creció de forma sustancialmente diferente a la anterior, acostumbrada a vivir con la ausencia del padre y con unos progenitores que tenían muy poco en común. Esta nueva generación, ya sin conciencia de las penurias económicas de los tiempos de la guerra o de la inmediata posguerra, se familiarizó con la vida familiar que mostraban las películas americanas y con el concepto del "matrimonio por amor".
Todo ello, unido a las reivindicaciones de igualdad por parte de las mujeres, que se tradujeron en la creación de un Movimiento de liberación de las mujeres, y a las protestas estudiantiles de finales de los años sesenta, dio lugar a un nuevo tipo de familia conocido como la nueva familia. Esta última difiere de su concepción anterior en tres conceptos clave: en primer lugar, las relaciones de pareja están cada vez más unidas a la idea romántica del amor, y la vida matrimonial se basa en las relaciones sentimentales y ya no en un mero acuerdo económico entre las partes. En segundo lugar, las relaciones entre marido y mujer se vuelven más equilibradas y democráticas, y el marido se implica más en los asuntos familiares, por ejemplo, acompañando a su mujer al supermercado y pasando tiempo con los niños los fines de semana. Además, el término new family se promociona en revistas y se utiliza como marca asociada a un estilo de vida innovador.
El aumento de la participación de las mujeres en actividades fuera del ámbito doméstico, el desarrollo económico del país, el trabajo de los hombres fuera de la comunidad residencial y el creciente número de mujeres con mayor nivel de estudios y con largos periodos libres de obligaciones familiares, contribuyen al crecimiento de una diversidad de oportunidades para las mujeres, que van desde el trabajo a tiempo parcial (que crece en tres puntos porcentuales, pasando del 9% en los años 60 al 12%) hasta la educación de los hijos y la participación en actividades comunitarias, además de atender las necesidades de sus maridos.

### Años 80 y 90
Durante la década de los ochenta, la tasa de natalidad se redujo drásticamente, mientras que la edad media de matrimonio aumentó hasta situarse entre las más altas de los países industrializados. Estas cifras reflejan el aumento del nivel educativo de ambos sexos y el patrón prácticamente universal de que las mujeres trabajen fuera del hogar durante varios años antes de casarse, lo que reduce la brecha en la formación académica y laboral entre mujeres y hombres. En 1986, Japón firmó la Declaración de las Naciones Unidas sobre la Mujer y, en consecuencia, adoptó la Ley de igualdad de oportunidades, que garantiza a las mujeres la posibilidad de acceder a todo tipo de empleos.
Una minoría significativa de japonesas está de acuerdo en que si una mujer es capaz de mantenerse por sí misma, no está obligada a contraer matrimonio. Esta idea se contrapone a la creencia tradicional de que la felicidad de una mujer está supeditada a la formación de una familia y socava la autoridad patriarcal. Sin embargo, durante este periodo, la gran mayoría de los japoneses contraen matrimonio, bajo la creencia generalizada de que éste debe celebrarse a la edad adecuada. Las mujeres prefieren tener hijos antes de los 30 años, tanto por razones de salud como porque de este modo se pueden afrontar los gastos económicos que supone la crianza de los hijos antes de que el marido se jubile y la renta familiar disminuya.
Durante todo este periodo, Japón fue tomando conciencia del rápido envejecimiento de su sociedad, lo que obligó al gobierno a poner en marcha reformas drásticas como la de animar a las mujeres a tener más hijos, a cuidar de los padres ancianos —aunque durante este periodo comenzaron a extenderse las residencias de ancianos específicas llamadas rōjin hōmu (老人ホーム?)— y a cubrir la escasez de mano de obra. De hecho, durante el periodo de posguerra, las mujeres no se incorporaron al mercado laboral debido a una combinación de factores, entre los que se encuentran la existencia de suficiente mano de obra masculina, la eficiencia económica de mantener una reserva de mano de obra de bajo coste para utilizarla sólo cuando fuera necesaria, las obligaciones familiares y el insuficiente nivel formativo de las mujeres. Sin embargo, desde la década de los 80 algunos de los factores que han impedido a las mujeres participar plenamente en el mercado de trabajo han empezado a cambiar. La mayor formación y experiencia laboral de las mujeres, su longevidad, el menor número de hijos que criar y el elevado coste de la vivienda y la educación de los hijos son algunas de las razones que explican la creciente incorporación de las mujeres casadas al mercado laboral.
Al mismo tiempo, la difusión de la tecnología, en particular el mercado de los televisores, ha contribuido a debilitar los lazos familiares y ha hecho que los miembros de la familia sean más independientes los unos de los otros. Este hecho se refleja también en la parrilla televisiva, de la que en pocos años han desaparecido los programas generalistas destinados a entretener a toda la familia, para ser sustituidos por programas específicos para cada franja de edad, así como por programas destinados al segmento adulto en horario nocturno. Ello también conlleva que los adolescentes tengan mayor autonomía, ya que además de pasar el tiempo en sus habitaciones cuando están en casa, fuera de ella ocupan su tiempo en la escuela, en actividades deportivas o en trabajos a tiempo parcial, y la gran oferta de negocios de restauración les permite hacer las comidas fuera del hogar familiar.

### Familia moderna

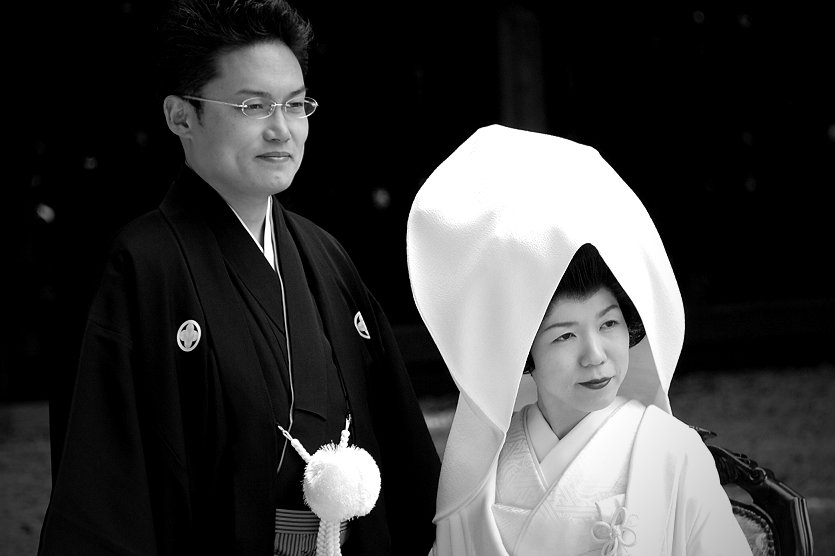
Una pareja japonesa vestida con los tradicionales kimonos de las bodas sintoístas

En 2005, la tasa de mortalidad superó a la de natalidad por primera vez desde 1889, mientras que la tasa de fertilidad de las mujeres japonesas alcanzó un mínimo de 1,26 nacidos, lo que confirma las estimaciones de que la población de Japón se reducirá en un tercio para 2060. Sólo en 2006 se registró un aumento de los nacimientos, con 1.086.000 niños nacidos en el país, 23.000 más que el año anterior, lo que situó la tasa en 1,29. Sin embargo, los expertos en demografía afirman que es necesaria una tasa del 2,1 para evitar que la población disminuya.
Este problema social es uno de los principales problemas que caracterizan a la familia japonesa moderna, al que hay que añadir el constante descenso de la tasa de nupcialidad. Tras alcanzar un máximo en 2002 (289.836), el número de divorcios se ha estabilizado y, aunque la mayoría de ellos se producen en torno a los 30 años, se observa un notable aumento del número de divorcios entre personas mucho más maduras, que ven cómo su matrimonio termina  coincidiendo con la jubilación del cónyuge masculino. Entre los diversos factores que contribuyen a este fenómeno se encuentran: el hecho de no preocuparse tanto por la reacción y el estado emocional de los hijos, puesto que ya son adultos y han formado su propia familia; el sentimiento de realización de la esposa, que siente que ya ha cumplido con su deber, criando a los hijos y habiendo cuidado de su marido durante la mayor parte de su vida; y la necesidad de cambiar su estilo de vida haciendo nuevas amistades al margen de la relación conyugal. Este fenómeno contrasta significativamente con la norma tradicional según la cual la esposa debe actuar como el pegamento que mantiene unida a la familia y soportar cualquier desavenencia con su marido.

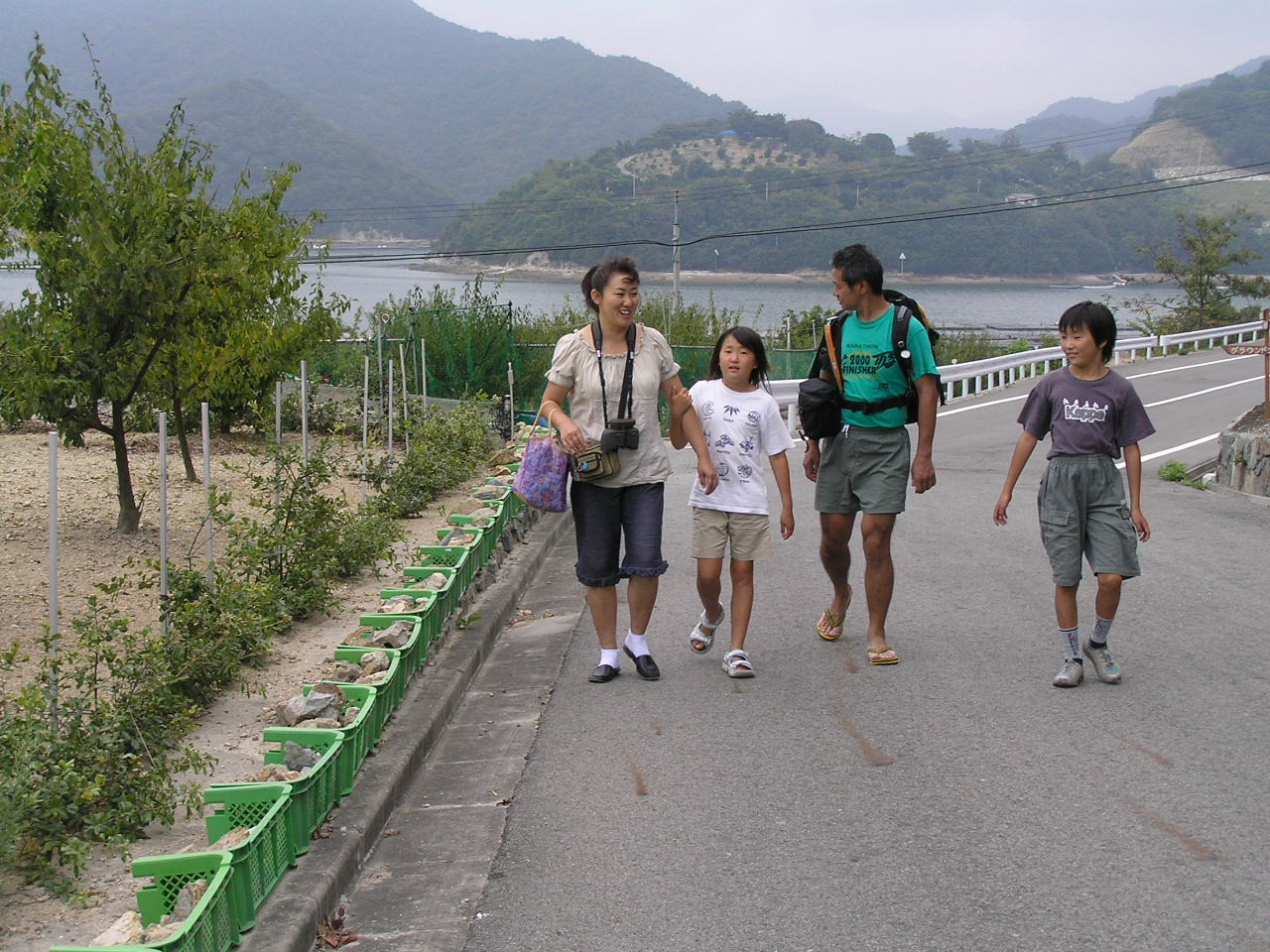
La era moderna está marcada por la difusión de las familias nucleares, según el modelo occidental.

Otro problema que surgió durante la década de los 2000 es el sistema de registro familiar conocido como koseki (戸籍?). Este sistema requiere que la pareja casada comparta el mismo apellido, y que uno de los cónyuges (por lo general la esposa) renuncie a su apellido para adoptar el del otro. Cada vez más son las mujeres con carrera profesional que se oponen a que su apellido desaparezca cuando se casan, y si deciden no registrar oficialmente el matrimonio corren el riesgo de que sus hijos sean reconocidos como ilegítimos, cosa que puede acarrear consecuencias desagradables, ya que el koseki se utiliza para las matrículas escolares o en las solicitudes de empleo. En caso de separación, también es necesario especificar en el registro familiar el tipo de divorcio por el que se ha optado. Así, si un joven necesita el koseki para matricularse en una escuela, o para solicitar un trabajo, todos los interesados conocen cuándo y cómo se divorciaron sus padres. La disolución del matrimonio tras una separación se considera un hecho que puede generar graves trastornos en la vida de los hijos, mucho más que un divorcio de mutuo acuerdo, por lo que se percibe como algo que debe evitarse. Esta actitud ha impedido que se extienda este tipo de divorcio y puede estar relacionada con el fenómeno de los divorcios tardíos entre cónyuges maduros, que se producen después de haber utilizado el koseki para diversos aspectos de la vida de los hijos, con lo que los perjuicios son menores en comparación con los divorcios que se dan durante su etapa de crecimiento.
La naturaleza marcadamente tradicional del koseki, que en cierto modo fomenta la pervivencia de la estructura patrilineal vigente en el Japón de preguerra, obliga también a las parejas de hecho a permanecer en la sombra, y las familias homoparentales no gozan de la misma protección legal que las heteroparentales. Desde 2017, seis ciudades o subdivisiones de Japón  (Shibuya, Setagaya, Iga, Takarazuka, Naha y Sapporo) reconocen las uniones entre personas del mismo sexo, concediéndoles algunos de los beneficios del matrimonio.
La mayoría de las familias japonesas modernas son familias nucleares, similares a las occidentales. Se componen de un máximo de cuatro a cinco miembros: los dos cónyuges, dos hijos y, en algunos casos, un abuelo. Aunque su apariencia sea muy similar a la de las familias occidentales, la trayectoria histórica, sociológica y cultural que ha llevado a Japón a adoptar este sistema familiar es muy diferente.

## Roles en la familia contemporánea

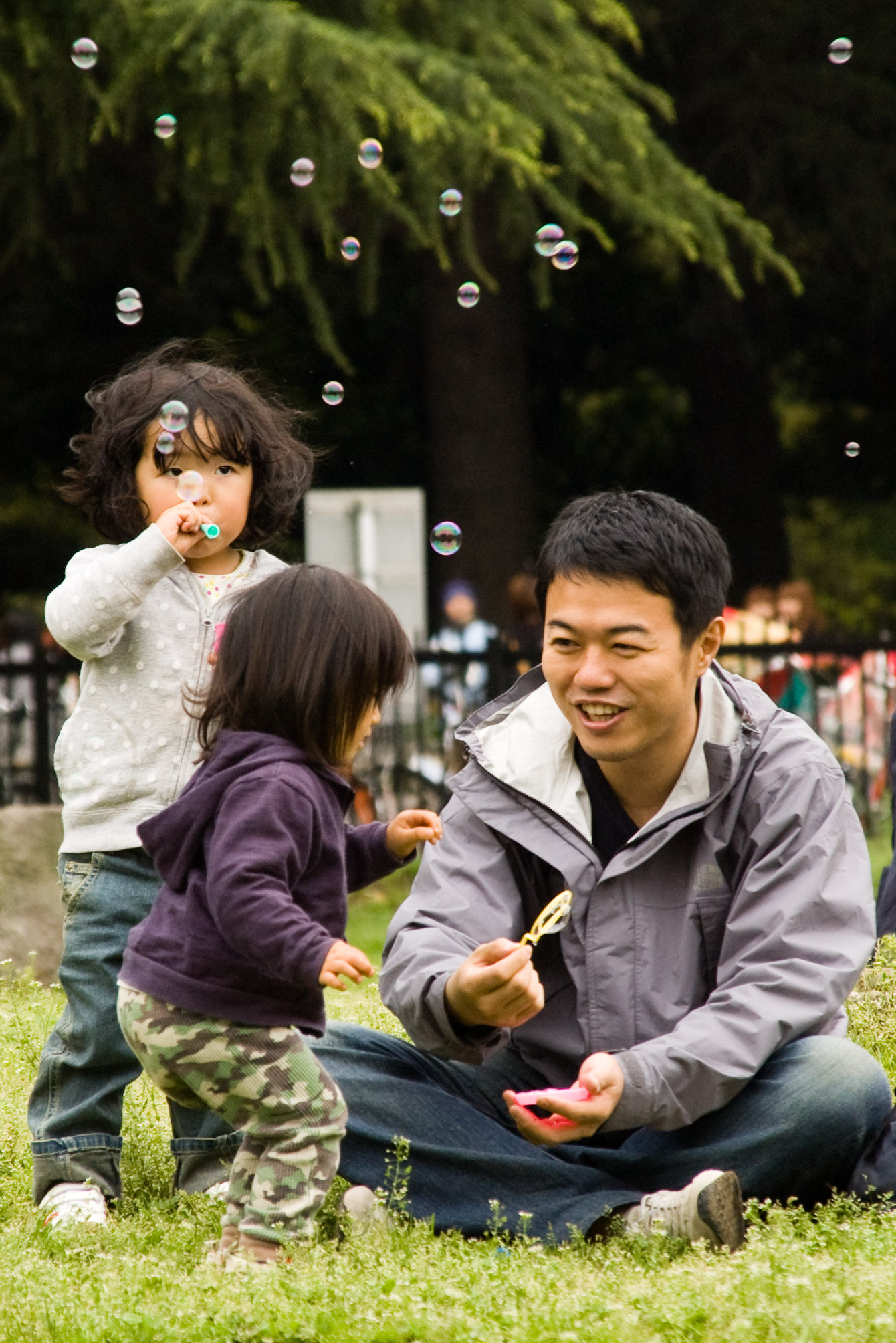
En el Japón contemporáneo, el padre es responsable del sostenimiento económico de la familia y tiene poco tiempo para dedicar a sus hijos.

Dentro de la familia japonesa contemporánea, los roles de madre, padre, hijos y abuelos son en cierto modo análogos a los de la familia occidental contemporánea. El padre suele pasar muchas horas fuera de casa, si bien hay algunas excepciones como las de los padres que regentan negocios familiares y la familia vive y trabaja bajo el mismo techo. En este caso, no hay una separación clara de la figura paterna del resto de la familia, separación que constituye una dinámica peculiar en la vida familiar japonesa.
El hecho de que los padres japoneses pasen largas jornadas en el trabajo implica que a menudo tengan poco tiempo o energía para dedicar a sus hijos, por lo que no sólo la responsabilidad de criar a los niños recae en las madres, sino que los padres acaban viéndose apartados de la vida de los niños.
Es habitual que las madres asuman toda la responsabilidad de la crianza de sus hijos, supervisen su educación y gestionen la economía familiar, circunstancia que supone una fuerte presión tanto para las mujeres japonesas como para la relación entre la madre y los hijos.
Por último, la tercera edad en Japón representa idealmente el momento de la vida en el que es posible desprenderse de las obligaciones sociales, seguir formando parte del negocio familiar pasando la responsabilidad principal a los hijos, socializar, recibir atención de los seres queridos y recibir certificados de estima de la comunidad.

### Honoríficos que se utilizan dentro de la unidad familiar
En el idioma japonés existe la costumbre de utilizar sufijos honoríficos detrás del nombre de una persona para expresar el grado de confianza o respeto que se tiene hacia ella. También se emplean dentro de la unidad familiar, sobre todo en la forma más común (-san), aunque están muy extendidos los sufijos -chan (sobre todo entre hermanos) o -sama. Obsérvese también que para referirse a los miembros de la propia familia mientras se habla con otros, se utilizan otros términos, como haha (母?   apelativo de "madre").
A continuación se muestra un árbol genealógico que muestra los grados de parentesco y sus correspondientes traducciones al japonés (rōmaji y kanji):
|                               |                               |                               |                               |                               |                               |                       |                       |                               |                               |                               |                               |                               |                               | Abuela Obāsan お祖母さん | Abuela Obāsan お祖母さん | Abuela Obāsan お祖母さん      | Abuela Obāsan お祖母さん      | Abuela Obāsan お祖母さん      | Abuela Obāsan お祖母さん      |                               |                               | Abuelo Ojīsan お祖父さん     | Abuelo Ojīsan お祖父さん     | Abuelo Ojīsan お祖父さん      | Abuelo Ojīsan お祖父さん      | Abuelo Ojīsan お祖父さん      | Abuelo Ojīsan お祖父さん      |                               |                               |                              |                              |                              |                              |                              |                              |
|                               |                               |                               |                               |                               |                               |                       |                       |                               |                               |                               |                               |                               |                               | Abuela Obāsan お祖母さん | Abuela Obāsan お祖母さん | Abuela Obāsan お祖母さん      | Abuela Obāsan お祖母さん      | Abuela Obāsan お祖母さん      | Abuela Obāsan お祖母さん      |                               |                               | Abuelo Ojīsan お祖父さん     | Abuelo Ojīsan お祖父さん     | Abuelo Ojīsan お祖父さん      | Abuelo Ojīsan お祖父さん      | Abuelo Ojīsan お祖父さん      | Abuelo Ojīsan お祖父さん      |                               |                               |                              |                              |                              |                              |                              |                              |
|                               |                               |                               |                               |                               |                               |                       |                       |                               |                               |                               |                               |                               |                               |                          |                          |                               |                               |                               |                               |                               |                               |                              |                              |                               |                               |                               |                               |                               |                               |                              |                              |                              |                              |                              |                              |
|                               |                               |                               |                               |                               |                               |                       |                       |                               |                               |                               |                               |                               |                               |                          |                          |                               |                               |                               |                               |                               |                               |                              |                              |                               |                               |                               |                               |                               |                               |                              |                              |                              |                              |                              |                              |
|                               |                               |                               |                               |                               |                               | Madre Okāsan お母さん | Madre Okāsan お母さん | Madre Okāsan お母さん         | Madre Okāsan お母さん         | Madre Okāsan お母さん         | Madre Okāsan お母さん         |                               |                               | Padre Otōsan お父さん    | Padre Otōsan お父さん    | Padre Otōsan お父さん         | Padre Otōsan お父さん         | Padre Otōsan お父さん         | Padre Otōsan お父さん         |                               |                               | Tío Ojisan 伯父さん/叔父さん | Tío Ojisan 伯父さん/叔父さん | Tío Ojisan 伯父さん/叔父さん  | Tío Ojisan 伯父さん/叔父さん  | Tío Ojisan 伯父さん/叔父さん  | Tío Ojisan 伯父さん/叔父さん  |                               |                               | Tía Obasan 伯母さん/叔母さん | Tía Obasan 伯母さん/叔母さん | Tía Obasan 伯母さん/叔母さん | Tía Obasan 伯母さん/叔母さん | Tía Obasan 伯母さん/叔母さん | Tía Obasan 伯母さん/叔母さん |
|                               |                               |                               |                               |                               |                               | Madre Okāsan お母さん | Madre Okāsan お母さん | Madre Okāsan お母さん         | Madre Okāsan お母さん         | Madre Okāsan お母さん         | Madre Okāsan お母さん         |                               |                               | Padre Otōsan お父さん    | Padre Otōsan お父さん    | Padre Otōsan お父さん         | Padre Otōsan お父さん         | Padre Otōsan お父さん         | Padre Otōsan お父さん         |                               |                               | Tío Ojisan 伯父さん/叔父さん | Tío Ojisan 伯父さん/叔父さん | Tío Ojisan 伯父さん/叔父さん  | Tío Ojisan 伯父さん/叔父さん  | Tío Ojisan 伯父さん/叔父さん  | Tío Ojisan 伯父さん/叔父さん  |                               |                               | Tía Obasan 伯母さん/叔母さん | Tía Obasan 伯母さん/叔母さん | Tía Obasan 伯母さん/叔母さん | Tía Obasan 伯母さん/叔母さん | Tía Obasan 伯母さん/叔母さん | Tía Obasan 伯母さん/叔母さん |
|                               |                               |                               |                               |                               |                               |                       |                       |                               |                               |                               |                               |                               |                               |                          |                          |                               |                               |                               |                               |                               |                               |                              |                              |                               |                               |                               |                               |                               |                               |                              |                              |                              |                              |                              |                              |
|                               |                               |                               |                               |                               |                               |                       |                       |                               |                               |                               |                               |                               |                               |                          |                          |                               |                               |                               |                               |                               |                               |                              |                              |                               |                               |                               |                               |                               |                               |                              |                              |                              |                              |                              |                              |
| Hermano mayor Onīsan お兄さん | Hermano mayor Onīsan お兄さん | Hermano mayor Onīsan お兄さん | Hermano mayor Onīsan お兄さん | Hermano mayor Onīsan お兄さん | Hermano mayor Onīsan お兄さん |                       |                       | Hermana mayor Onēsan お姉さん | Hermana mayor Onēsan お姉さん | Hermana mayor Onēsan お姉さん | Hermana mayor Onēsan お姉さん | Hermana mayor Onēsan お姉さん | Hermana mayor Onēsan お姉さん |                          |                          | Hermano menor Otōtosan 弟さん | Hermano menor Otōtosan 弟さん | Hermano menor Otōtosan 弟さん | Hermano menor Otōtosan 弟さん | Hermano menor Otōtosan 弟さん | Hermano menor Otōtosan 弟さん |                              |                              | Hermana menor Imōtosan 妹さん | Hermana menor Imōtosan 妹さん | Hermana menor Imōtosan 妹さん | Hermana menor Imōtosan 妹さん | Hermana menor Imōtosan 妹さん | Hermana menor Imōtosan 妹さん |                              |                              |                              |                              |                              |                              |

## Fenómenos sociales derivados
La excesiva interdependencia entre madre e hijo puede ser la causa de problemas de desarrollo psicológico en los niños, mientras que la presión desproporcionada ejercida sobre los varones en pro de su autorrealización y éxito personal puede provocar el efecto contrario si éstos no son capaces de conjurarla o no se amoldan al conjunto de la sociedad japonesa, para la cual es indispensable seguir una trayectoria vital definida y lineal, que satisfaga las expectativas que ella misma impone, y donde desviarse de ellas implica el fracaso absoluto. Por ello, no es raro que algunos chicos no puedan hacer frente a esta presión, que combinada con la ausencia de una figura masculina y los periodos que pasan en soledad debido a que sus padres trabajan, hace que acaben por encerrarse en sí mismos, no salgan de casa durante meses o años, y recurran al consumo de medicamentos o, en casos extremos, al suicidio.
También los padres, que pasan muchas horas en sus puestos de trabajo, acaban sufriendo estrés por "exceso de trabajo". Este fenómeno, registrado por primera vez a finales de la década de los 60, provoca numerosos suicidios cada año en Japón, a los que se suman muertes naturales como las causadas por ataques cardíacos.